# Leen Bartels
Leonardus (Leen) Bartels (Amsterdam, 26 augustus 1932 – 24 september 2007) was een Nederlands voetballer die als aanvaller speelde.

## Biografie
Leen Bartels is de zoon van Gerrit Bartels en Maaike van der Weijden.
Hij speelde van 1950 tot 1956 bij AFC Ajax als linksbuiten. Van zijn debuut in het kampioenschap op 24 september 1950 tegen Hengelo tot zijn laatste wedstrijd op 15 april 1956 tegen VVV speelde Bartels in totaal 39 wedstrijden en scoorde 6 doelpunten in het eerste elftal van Ajax.
Na een periode in Ajax vertrok hij naar Stormvogels, waar hij op 2 september 1956 zijn debuut in de Eerste divisie maakte.
Vanaf 1964 werkte hij bij Amstelbrouwerij.
Bartels overleed op 24 september 2007 op 75-jarige leeftijd.

## Statistieken
| Club        | Seizoen | Competitie | Competitie | Beker | Beker | Totaal | Totaal |
| Club        | Seizoen | Wed.       | Dlp.       | Wed.  | Dlp.  | Wed.   | Dlp.   |
| ----------- | ------- | ---------- | ---------- | ----- | ----- | ------ | ------ |
| Ajax        | 1950/51 | 6          | 0          | -     | -     | 6      | 0      |
| Ajax        | 1951/52 | 18         | 4          | -     | -     | 18     | 4      |
| Ajax        | 1952/53 | 6          | 1          | -     | -     | 6      | 1      |
| Ajax        | 1953/54 | 5          | 1          | -     | -     | 5      | 1      |
| Ajax        | 1954/55 | 3          | 0          | -     | -     | 3      | 0      |
| Ajax        | 1955/56 | 1          | 0          | -     | -     | 1      | 0      |
| Total       | Total   | 39         | 6          | -     | -     | 39     | 6      |
| Stormvogels | 1956/57 | 9          | 0          | 1     | 0     | 10     | 0      |
| Total       | Total   | 9          | 0          | 1     | 0     | 10     | 0      |